# ناظم حکمت
ناظم حکمت ران (به ترکی استانبولی: Nazım Hikmet Ran) معروف به ناظم حکمت (زادهٔ ۱۵ ژانویهٔ ۱۹۰۲ در سالونیک - درگذشتهٔ ۳ ژوئن ۱۹۶۳ در مسکو) از برجسته‌ترین شاعران و نمایشنامه‌نویسان کمونیست ترکیه بود.

## زندگی
وی در شهر سالونیکا دومین شهر بزرگ یونان امروزی که در آن زمان جزو امپراتوری عثمانی بود، به دنیا آمد.
او دارای تباری لهستانی-گرجی-فرانسوی بود.
او از سن ۱۴ سالگی به سرودن شعر پرداخت. او در سن ۱۹ سالگی در سفری که به شوروی داشت، از نزدیک با نسل جدید هنرمندان انقلابی آشنا شد و جسارتی بیشتر را در ایجاد تحول در شکل و محتوای شعر ترکیه یافت.
ناظم همواره از شاعرانی بود که فعالیت هنری‌اش را محدود نمی‌کرد. او با انتشار اشعار و مقاله‌های خود در میان جوانان محبوبیّت ویژه‌ای داشت.
در سال ۱۹۲۰، مصطفی کمال پاشا قوایی را تشکیل داد و در صدد نجات میهن از دست بیگانگان برآمد. همهٔ کسانی که شور نجات وطن را در دل داشتند، به‌سوی انقره (آنکارای امروزی) رو می‌آوردند. در همین سال، ناظم نیز، که زندگی در استانبول و در زیر چکمهٔ اشغالگران برایش غیرقابل تحمل شده‌بود، به آناتولی سفر می‌کند. وی در راه این سفر است که اولین بار با زندگی نکبت‌بار زنان و کودکان گرسنه و برهنه و بیمار وطن خود آشنا می‌شود که آن را هرگز تا پایان عمر نمی‌تواند فراموش کند. از آن پس، همهٔ اشعارش از زندگی این مردم الهام گرفت. از برجستگی‌های شعر ناظم حکمت سادگی وروانی آنست که تأثیر بسیاری از مایاکوفسکی دارد.
یکی از ریشه‌های مردمی شعر «حکمت» ترانه‌هایی بود که «عاشیق» های ترک می‌خواندند، این عاشیق‌ها که بخشی از فرهنگ فولکلور ترکیه محسوب می‌شوند تأثیر بسزایی در شعر «حکمت» داشتند و این تأثیر در شعر او بر مردم عوام است که نشانه‌های خود را به منصّه ظهور می‌رساند.
ناظم حکمت در آناتولی خواست در جنگ استقلال شرکت کند ولی پذیرفته نشد و از نیروی دریایی به خاطر افکار کمونیستی اش اخراج شد. سرانجام به عنوان معلم به یکی از روستاهای آناتولی فرستاده شد. معلّمی در آنجا او را بیشتر به مردم فقیر نزدیک کرد چنان‌که محبوبیتش در میان مردم زنگ خطری برای خان‌ها و متنفذان محلی محسوب می‌شد و آنان تصمیم به قتل او گرفتند. عرصه به روی او کاملاً تنگ شد و سرانجام ناگزیر به فرار به روسیّه گردید.
در سال ۱۹۲۵ که دیگر جنگ پایان یافته بود و مصطفی کمال رئیس‌جمهور ترکیه بود به وطن بازگشت و به انتشار اشعارش در مجله پرداخت؛ ولی بعد از چندی تحت تعقیب قرار گرفت و ناگزیر زندگی مخفی اختیار کرد. سپس غیاباً به پانزده سال حبس محکوم شد. ناظم دوباره به مسکو پناه برد. دو سال بعد پس از تصویب قانون عفو عمومی به ترکیه آمد. اما به‌محض آنکه قدم در خاک وطنش گذاشت دستگیر شد. این اقدام دولت ترکیه با انتقادهای شدید از داخل و خارج مواجه شد و سرانجام دولت مجبور گردید او را آزاد کند.
در جهان شعر معاصر شاعری بود که روزگار زیستن اش را صرف رسیدن به هدفش می‌کند، او می‌نویسد برای آزادی و استقلال سرزمین اش.
استعمار و استبداد، سلطه فاشیسم، دیکتاتوری و فضای خفقان کشورش را اشغال کرده‌اند و ناظم حکمت نمی‌تواند از این پدیده‌ها به آسانی بگذرد و آن را نادیده بگیرد. پس می‌نویسد و این نوشتن حوصله زمامداران وقت سرزمین اش را سرمی برد. از این به بعد بارها او را به دلایل مختلف دستگیر می‌کنند.
ناظم حکمت ناظم ۲۷ ساله با دو حبس ۲۰ و ۱۵ ساله به ۳۵ سال زندان محکوم می‌شود در سال ۱۹۳۸ به ۱۵ سال زندان محکوم شد و ماه‌ها را در یک سلول کوچک و ممنوع‌الملاقات سپری کرد. بعداً باوجود اینکه در زندان بسر می‌برد در محاکمه دیگری به جرم عصیان علیه حکومت مرکزی به ۲۰ سال زندان محکوم شد و آخرین حکم محاکمه به ۲۸ سال و چند ماه رسید ناظم حکمت شاعر آزادی در زندان روزگار سختی را می‌گذراند.
از سال ۱۹۴۶ به بعد، اشعار او با وسایل مختلف از زندان خارج می‌شد و پس از ترجمه در مطبوعات فرانسه به چاپ می‌رسید. در آن زمان هیچ‌کدام از مطبوعات ترکیه جرأت نداشتند نامی از او ببرند. اشعار وی در دنیا هیجان زیادی برانگیخت و آزادیخواهان و روشنفکران مبارز جهان به اعتراض برخاستند و در پاریس کمیته نجات ناظم حکمت تشکیل یافت. اعتراض به محکومیت او در سطح جهانی خشم چهره‌های سرشناسی چون برتراند راسل، ژان پل سارتر، پابلو پیکاسو، برتولت برشت، لویی آراگون، و پابلو نرودا را برانگیخت اعتراضات شدید خود را به دولت ترکیه ابراز داشتند و آزادی وی را خواستار شدند. ناظم در سال ۱۹۵۰ در زندان بورسا دست به اعتصاب غذایی زد.. سرانجام با اتفاق‌هایی که در مجلس ترکیه رخ می‌دهد، لایحه‌ای تصویب می‌شود که به همه مجرمان عفو عمومی بخورد و واضح است که ناظم حکمت هم شامل این عفو خواهد شد، با این که دشمنان شوکه شده او مشکلاتی بر سر تصویب این لایحه ایجاد کردند اما سرانجام «ناظم حکمت» پس از ۱۳ سال از زندان آزاد شد همراه با بیماری قلبی و ذات الریه‌ای که سال‌ها او را عذاب می‌داد. در این سال‌ها ناظم حکمت شعر سرود، شعرهایی برای آزادی و انسانیت.

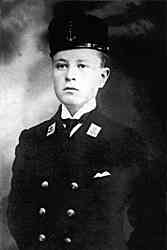
ناظم حکمت سال ۱۹۱۷ سن ۱۵ سالگی

ناظم حکمت شاعری که فرهنگ سرزمین اش را با نگاه دقیق و موشکافانه و در عین حال متعهد بارورتر کرد پس از آزادی از حبس دانست که او را این گونه آزاد نخواهند گذاشت.
پس از آزادی اش به او گفتند باید به خدمت نظام وظیفه برود و او که حدود پنجاه سال داشت، دانست که این دسیسه‌ای است برای از بین بردنش و چون در آن سن و سال نه توان مقابله داشت نه حوصله درگیری، تصمیم گرفت از سرزمین اش کوچ کند. دسیسه دشمنانش این بود که او را به خدمت سربازی در منطقه‌ای بد آب و هوا ببرند و در آنجا او را از بین ببرند یا شاید او خود به خود به دلیل بیماری‌هایش از بین برود. ناظم حکمت که در پلیس دریایی ترکیه خدمت کرده بود و دیگر خدمت سربازی برای او قانونی نبود.
دشمنان با طرح توطئه‌ای خواستند او را سر به نیست کنند، ناظم بار دیگر مجبور شد وطن و مردمش را که به خاطر آنان زنده بود ترک کند و به کمک دوستانش با قایقی از دریای سیاه به بلغارستان گریخت. او پس از اقامتی کوتاه در بلغارستان به شوروی رفت و ۱۳ سال باقی‌مانده از عمر خود را در غربت سپری کرد او در شوروی با زنی به نام ورا ولادیمیرونا تولیاکووا ازدواج کرد. ورا دو، سه هفته بعد از مرگ ناظم، در خفا، شروع به نوشتن گفتگوهای خود با ناظم می‌کند. بعدها همهٔ نوشته‌هایش به یک کتاب هزار صفحه‌ای تبدیل می‌شود. عزیز نسین برای عنوان کتاب «گفتگویی با ناظم پس از مرگ ناظم» را به او پیشنهاد می‌کند. اما این کتاب ۲۲ سال اجازهٔ چاپ نیافت و بین سال‌های ۱۹۶۳–۱۹۷۰ هیچ کتابی در مورد ناظم منتشرنشد.
ورا همسر دوم ناظم به او یا کویمن فعال جنبش زنان که در کنگرهٔ جهانی زن در مسکو شرکت کرده بود می‌گوید: 
روزهایی که وقتم صرف نوشتن کتابم می‌شد، بیشتر از این می‌ترسیدم که نتوانم ناظم را آن طورکه بود بشناسانم. بایست طوری می‌نوشتم که هیچ لطمه‌ای به ناظم که انسان بزرگی بود بزند؛ و همان‌طور که می‌دانید این کتاب لااقل برای خود من ورای سایر کتاب هاست. این کتاب، در واقع برای من بعد از مرگ او زنده کردن تمامی لحظه‌ها وخاطره‌ها و نهایتاً زندگی دوباره‌ای بود؛ آن هم در خفا و دور از چشم دیگران - اسم تعدادی زیادی از افراد سرشناسی که در طول زندگی مشترک ما با ناظم حشر و نشر داشتند، در این کتاب ثبت شده‌است
.

ورا می‌گوید: 
اولین بار ناظم را در سال ۱۹۵۵ دیدم. در همهٔ عمرم فقط یک بار با مردی مثل ناظم آشنا شدم. او انسان واقعی بود. با شور و شوق دربارهٔ ادبیات، هنر، نقاشی و سیاست حرف می‌زد. متفکربزرگی بود و با بیان اندیشه‌هایش هر مخاطب تشنه‌ای را سیراب می‌کرد. هیچ‌کس مثل او نبود. همه یا فقط در مورد سیاست حرف می‌زدند یا فقط دربارهٔ هنر.
ناظم با این که داروهای خواب‌آور زیادی مصرف می‌کرد، نمی‌توانست بیشتر از چهار، پنج ساعت چشم روی هم بگذارد و بخوابد. این بی خوابی‌ها تماماً ناشی از شب‌های بی خوابی او در زندان و بیمارستان‌ها بود. معمولاً شب‌ها احساس بدی داشت. بیش ترازاین می‌ترسید که توی خواب بمیرد. در لحظاتی که بیدار بود به خوبی می‌توانست به خودش مسلط باشد و در برابر مرگ ایستادگی کند. او دائم به مرگ می‌اندیشید، و در عین حال با شتاب تمام پیش می‌رفت و زندگی می‌کرد. سیر و سفر جزء لاینفک زندگی اش شده بود. وقتی هم که جایی نمی‌رفت، مدام در کنفرانس‌ها شرکت می‌کرد و خانهٔ ما همیشه محل اجتماع دوستان بود، حتی شب‌ها بعد از خوابیدن یا رفتن دوستان ویا همیشه بعد از اتمام کارهای روزانه‌اش دوست داشت با هم بیرون برویم. آخر سر، نیمه‌های شب، یعنی موقعی که بایست استراحت می‌کردیم، روی این ایوان درازمی کشید و با من ترکی حرف می‌زد.
ناظم می‌گفت زندگی روستایی مردم دو کشور روسیه و ترکیه شباهت زیادی به هم دارد. غذای آن‌ها سیب زمینی و برنج است و مردمان بسیار ساده‌ای هستند. در نظر او بیشتر به همین خاطر کشور ترکیه حتی از آمریکا هم وسعت و قدرت بیشتری داشت. ناظم با رادیو ترکیه را گوش می‌کرد. شب‌ها همیشه از ترکیه، خانواده، دوستان و خصوصاً از استانبول می‌گفت.
حالا دیگر من هم سال هاست که حس می‌کنم دارم در استانبول زندگی می‌کنم. ناظم به من می‌گفت باید به استانبول بروی. من هم خیلی دلم می‌خواهد استانبول را از نزدیک ببینم ولی الان نمی‌توانم. باید همهٔ حرف‌هایم را با ناظم بزنم، و این موقعی است که کتاب مرا در ترکیه بخوانند. زندگی ما شبیه یک کوه یخ شناوربود. من هم در کتابم بیشتر، آن بخش مهمی را که زیرآب مانده ثبت کرده‌ام.
سرانجام ناظم حکمت شاعر آزادی سرزمین ترکیه در ژوئن ۱۹۶۳ در اثر حمله قلبی در مسکو جان سپرد و در گورستان نووودویچی به خاک سپرده شد.
ناظم حکمت در این ۱۳ سال به کشورهای زیادی رفت، شعر خواند و سخنرانی کرد در همین ایام بود که در فستیوال جوانان برلین با «پابلو نرودا» شاعر شیلیایی آشنا شد همان که پس از مرگ ناظم حکمت مرثیه‌ای دردناک برای او سرود.

## آثار
آثار او که به بیش از ۳۰ زبان ترجمه و چاپ شده است.
لیکن تا وقتی زنده بود نگذاشتند در وطن و به زبان خودش منتشر شود. آنتونیو گاموندا شاعر سرشناس اسپانیایی که فقر کودکی و سختی دوران را در تصویر شعر گنجانده، برنده جایزه ۱۲۰ هزار دلاری سروانتس در سال ۲۰۰۷، آثار ناظم حکمت را به اسپانیایی ترجمه کرده‌است.
ابر دلباخته، برادر زندگی زیباست، خون سخن نمی‌گوید، شمشیر داموکلس، طغیان زنان، رمان رمانتیک‌ها، فریاد وطن، شهری که صدایش را از کف داده‌است، جمجمه، خانه آن مرحوم، خون خاموشی می‌گیرد، نام گم کرده، حماسه شیخ بدرالدین، چشم‌اندازهای انسانی کشور من، تبعید چه حرفه دشواری است، از یاد رفته، تصویرها، شیخ بدرالدین پسر قاضی، سیماونا، چشم‌اندازهای آدمی، شیرین و فرهاد صباحت، مهمنه بانو و آب سرچشمه کوه بیستون، یوسف و زلیخا، حیله، آیا ایوانوویچ وجود داشته‌است، گاو، ایستگاه، تارتوف، چرا بنرچی خودکشی کرد، چهره‌ها تلگرافی که در شب رسید، نامه‌ها به تارانتا بابو، شهر بی‌نام، پاریس گل من، آدم فراموش شده، فرهاد و شیرین و عوضی… از جمله آثار اوست.
در ایران نیز آثار ناظم حکمت توسط مترجمینی چون جلال خسروشاهی، رسول یونان، احمد پوری و دیگران ترجمه و منتشر شده است.